# Уильямсон, Брайан
Брайан Уильямсон (англ. Brian Williamson, 4 сентября 1945 — 7 июня 2004) — ямайский борец за права геев, основатель, один из руководителей и активист ямайского форума геев и лесбиянок J-FLAG (Jamaica Forum for Lesbians, All-Sexuals and Gays)., также являвшийся его официальным представителем во внешних структурах.
Уильямсон был одним из первых ямайцев, открыто выступившим против дискриминации гомосексуалов и ВИЧ-инфицированных, и, в частности, был известен тем, что присматривал за отдельными гомосексуалами и помогал им с жильём.
Убит бывшим наркоманом Дуайтом Хейгеном 7 июня 2004 года. Причина смерти — множественные резаные ранения головы и шеи (орудие убийства — мачете). Хейген был приговорён к пожизненному заключению с правом досрочного освобождения через пятнадцать лет. Преступление классифицировано как убийство на почве ненависти, хотя изначально полиция считала, что Уильямсон стал жертвой ограбления, что послужило поводом для обвинения ямайской полиции в гомофобии.
После убийства Уильмсона J-FLAG направила письма протеста в Комиссию по правам человека ООН и премьер-министру Ямайки. С другой стороны, это преступление стало основой для многочисленных призывов к действиям насильственного характера, направленных против геев и лесбиянок.

## Интересные факты
- Следующий глава J-FLAG Гарет Уильямс выбрал для себя фамилию-псевдоним в честь Брайана Уильямсона.[10]
- Французская группа Tryo посвятила Уильямсону одну из своих песен[источник не указан 4117 дней].